# شبح شاد ۲
شبح شاد ۲ (به چینی: 開心鬼放暑假) یک فیلم کمدی هنگ‌کنگی به کارگردانی کلیفتون کو که در سال ۱۹۸۵ منتشر شد. این فیلم که توسط ریموند وانگ پاک-مینگ تهیه و نویسندگی شده‌است، بازیگران اصلی فیلم ریموند وانگ پاک-مینگ، فینی یوان، می لو، شارین چان و جیجی فو می‌باشند. این فیلم دنباله‌ای بر فیلم شبح شاد (۱۹۸۴) محسوب می‌شود. اگرچه این فیلم کمتر از پیش‌درآمد خود فروش داشت، اما دهمین فیلم پرفروش هنگ کنگ در آن سال بود.
در سال ۱۹۸۶ قسمت بعدی این فیلم با عنوان شبح شاد ۳ منتشر شد.